# マリア・コズウェイ

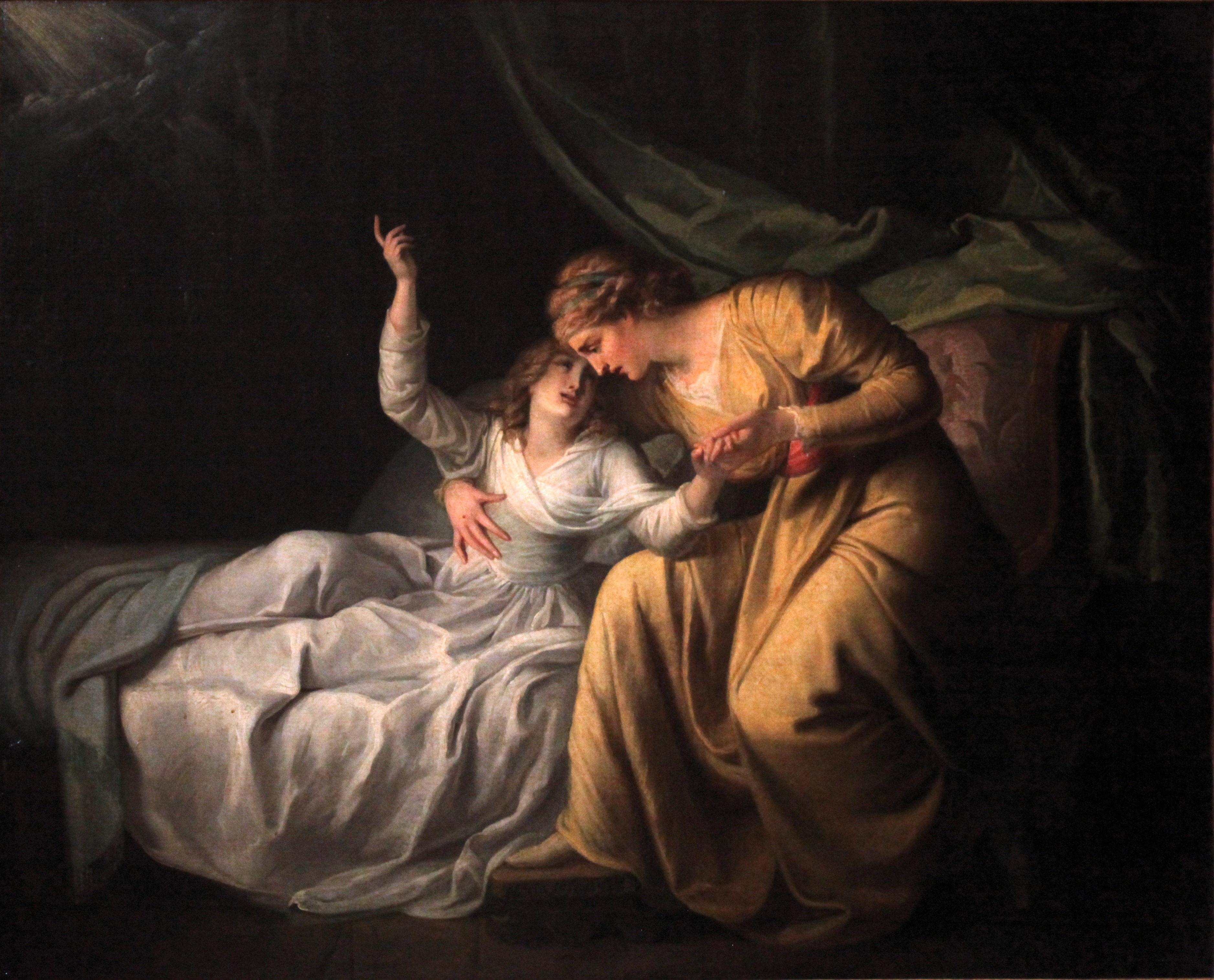
マリア・コズウェイ作「Mort de miss Gardiner」(1789)

マリア・コズウェイ（Maria Cosway 、結婚前の名前: Maria Luisa Caterina Cecilia Hadfield、1760年6月11日 - 1838年1月5日）は、イタリア生まれの画家、教育者である。イギリスで結婚した後、フランス、イタリアで教育者として働いた。

## 略歴
フィレンツェでイギリス人の父親とイタリア人の母親の間に生まれた。父親のチャールズ・ハドフィールドはトスカーナでしばしばイギリスの貴族が「グランド・ツアー」で訪れた有名な3軒のホテルを経営していた。多くの兄弟がいたが、その内の4人が精神障害を持った乳母に殺される事件の犠牲者になり、マリアも殺されそうになる経験をした。生き残った兄弟には、後にアメリカで有名な建築家になったジョージ・ハドフィールド(George Hadfield: 1763–1826)がいる。
カトリックの修道院で教育を受け、音楽と絵画に才能を示した 。ハープやオルガン、ハープシコードの演奏を学び、フィレンツェのウフィツィ美術館で絵画を模写し、女性肖像画家のヴィオランテ・ベアトリーチェ・シリエ(Violante Siries: 1709–1783)や当時トスカーナに招かれていたドイツ人画家、ヨハン・ゾファニー(Johann Zoffany: 1734/1735-1810)から絵を学んだ。娘が画家になることを支援するために父親はマリアをローマに留学させた。ローマには2年間滞在し、肖像画家のポンペオ・バトーニに学び、アントン・ラファエル・メングスやヨハン・ハインリヒ・フュースリー、ジョセフ・ライトといった画家たちと知り合った 。1778年にフィレンツェに戻った。
1779年に父親が亡くなると、母親とロンドンに移り、母親はマリアの良い結婚相手を探し、皇太子（プリンス・オブ・ウェールズ）の専属画家に任じられていた裕福な肖像画家、リチャード・コズウェイを選び、マリアはコズウェイと1781年1月にロンドンの教会で結婚式を挙げた。リチャード・コズウェイはマリアより20歳年上であった。
1781年に、マリアは展覧会に初めて作品を出展し、当時ロンドンで活動していたアンゲリカ・カウフマンとも知り合った 。夫はマリアが画家活動をすることをはじめは、好まなかったが後にマリアの才能を認めたとされる。1781年から1801年の間にマリアはロイヤル・アカデミー・オブ・アーツの展覧会に肖像画や歴史画を出展した。
1784年からコズウェイ夫妻はロンドンの高級住宅街、ペル・メルの Schomberg Houseで暮らし、邸は有力者が集まるサロンになり、外国語に堪能で、楽器の演奏で訪問客を楽しませ、イタリアにも詳しいマリアは訪問客の人気を得た。
1786年8月にパリを訪れたマリアはアメリカ人画家のジョン・トランブルから1785年から1789年まで駐フランス公使を務めていたトーマス・ジェファーソン(1743-1826)を紹介され、ジェファーソンと、親しい間柄になったとされる。この出来事は1995年に作られたアメリカ・フランス合作映画、「ジェファソン・イン・パリ/若き大統領の恋」の題材になった。
1789年に娘が生まれたが、夫と別居した。マリアはしばしば国外へ旅し、有名なカストラート歌手のルイージ・マルケージ(Luigi Marchesi)と旅したこともあった。夫のリチャードは画家のメアリー・モーザー(1744-1819)を公然たる愛人にして、6カ月間、旅行をするようになっていた。
1796年に娘が6歳で亡くなった後、妹としばらくイタリアのマレーオで暮らし、1801年からフランスで暮らすようになった。1803年から1812年まで、リヨンでパトロンの支援を受けて女性のための学校を設立し、教育者として働き進歩的な教育をした。1811年ころから、ナポレオン1世により設立されたイタリア王国のローディ大公に招かれてローディの女子学校を運営した。ロンバルディアがオーストリアの支配に戻った後も、学校の運営を続け、フランツ2世から1734年に爵位を得た。1817年から1821年の間、リチャード・コズウェイの病気や葬儀のためロンドンに戻った他はローディで働き、ローディで没した。